# Phillips County (Colorado)
Das Phillips County ist eine Verwaltungseinheit (County) im Nordosten des US-Bundesstaates Colorado. Verwaltungssitz ist die größte Ortschaft im County, Holyoke.

## Geographie
Das County grenzt im Osten an den Bundesstaat Nebraska. 
Im gegenläufigen Uhrzeigersinn wird das County umgeben vom Sedgwick County im Norden, Logan County im Nordwesten und Westen, dem Yuma County sowie im Osten (jeweils Nebraska) Chase County und Perkins County.

## Geschichte
Das County ist aus dem Logan County 1889 herausgelöst worden. Benannt wurde es nach R. O. Phillips, der Geschäftsführer der Lincoln Land Company war.

## Tourismus
Zahlreiche Campinganlagen und Jagdgelegenheiten wie auch Golfanlagen durchbrechen die ansonsten sehr landwirtschaftlich geprägte Gegend. Insbesondere der Anbau von Getreide bestimmt das ländliche Bild. Die Hochebenen des nordwestlichen Colorado bieten Gelegenheiten zur Fasanenjagd.

## Demografische Daten

Alterspyramide des Phillips Countys

Nach der Volkszählung im Jahr 2000 lebten im County 4480 Menschen. Es gab 1781 Haushalte und 1239 Familien. Die Bevölkerungsdichte betrug 3 Einwohner pro Quadratkilometer. Ethnisch betrachtet setzte sich die Bevölkerung zusammen aus 93,04 Prozent Weißen, 0,20 Prozent Afroamerikanern, 0,29 Prozent amerikanischen Ureinwohnern, 0,40 Prozent Asiaten, 0,02 Prozent Bewohnern aus dem pazifischen Inselraum und 4,71 Prozent aus anderen ethnischen Gruppen; 1,34 Prozent stammten von zwei oder mehr Ethnien ab. 11,76 Prozent der Gesamtbevölkerung waren spanischer oder lateinamerikanischer Abstammung.
Von den 1781 Haushalten hatten 32,9 Prozent Kinder und Jugendliche unter 18 Jahre, die bei ihnen lebten. 61,2 Prozent waren verheiratete, zusammenlebende Paare, 5,6 Prozent waren allein erziehende Mütter. 30,4 Prozent waren keine Familien. 27,5 Prozent waren Singlehaushalte und in 14,3 Prozent lebten Menschen im Alter von 65 Jahren oder darüber. Die Durchschnittshaushaltsgröße betrug 2,47 und die durchschnittliche Familiengröße lag bei 3,01 Personen.
Auf das gesamte County bezogen setzte sich die Bevölkerung zusammen aus 26,9 Prozent Einwohnern unter 18 Jahren, 6,3 Prozent zwischen 18 und 24 Jahren, 25,3 Prozent zwischen 25 und 44 Jahren, 22,2 Prozent zwischen 45 und 64 Jahren und 19,4 Prozent waren 65 Jahre alt oder darüber. Das Durchschnittsalter betrug 40 Jahre. Auf 100 weibliche Personen kamen 93,4 männliche Personen, auf 100 Frauen im Alter ab 18 Jahren kamen statistisch 90,5 Männer.
Das jährliche Durchschnittseinkommen eines Haushalts betrug 32.177 USD, das Durchschnittseinkommen der Familien betrug 38.144 USD. Männer hatten ein Durchschnittseinkommen von 30.095 USD, Frauen 18.682 USD. Das Prokopfeinkommen betrug 16.394 USD. 11,6 Prozent der Bevölkerung und 8,8 Prozent der Familien lebten unterhalb der Armutsgrenze. Darunter waren 14,7 Prozent der Bevölkerung unter 18 Jahren und 7,2 Prozent der Einwohner ab 65 Jahren.

## Sehenswürdigkeiten

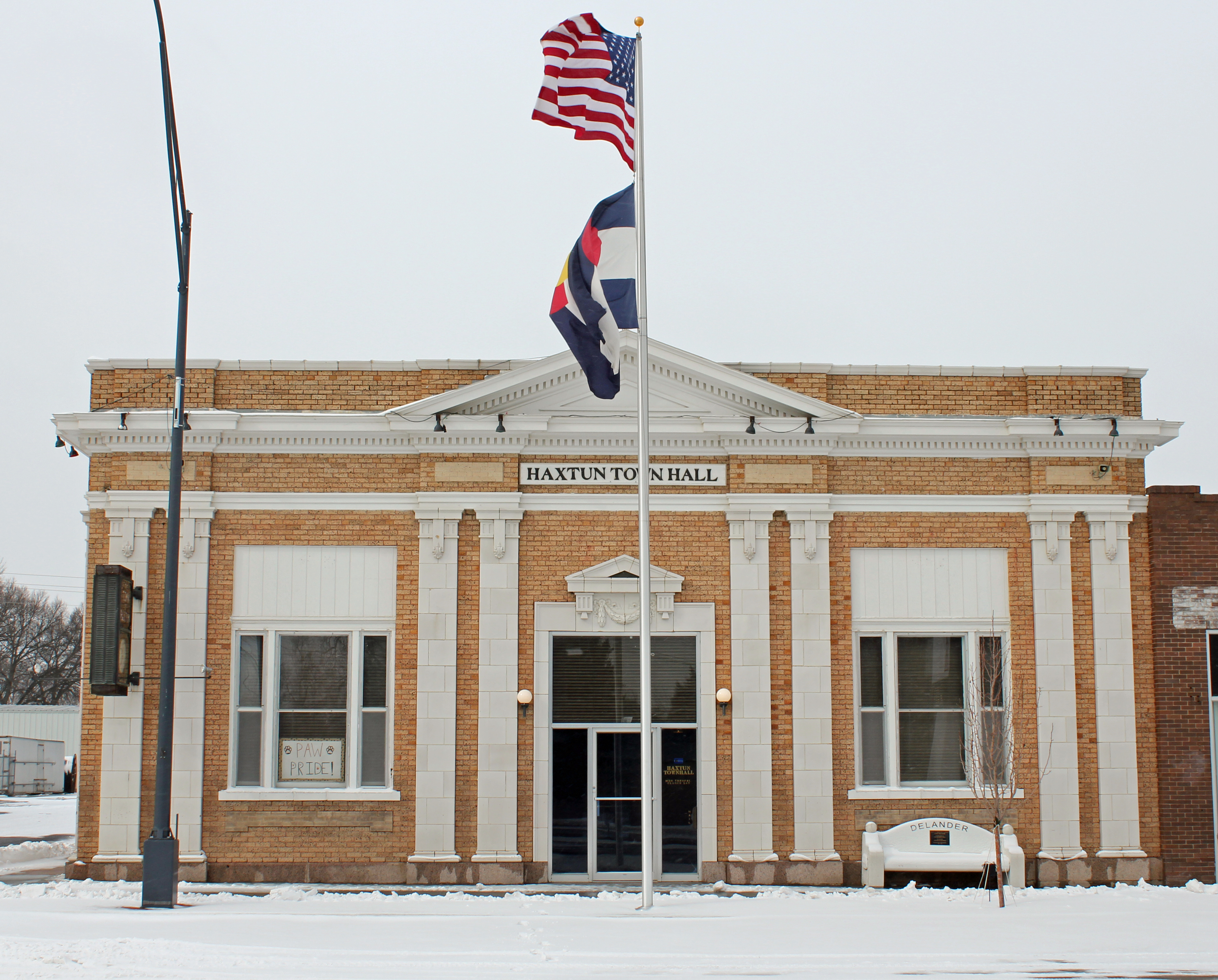
First National Bank of Haxtun (2013). Dieses 1917 erbaute Gebäude diente bis zur Great Depression als Bank und anschließend als Rathaus der Stadt Haxtun. Im Juli 1986 wurde es als erstes Objekt des County im NRHP eingetragen.

Neun Bauwerke, Stätten und historische Bezirke (Historic Districts) im Phillips County sind im National Register of Historic Places („Nationales Verzeichnis historischer Orte“; NRHP) eingetragen (Stand 22. September 2022), darunter das Gerichts- und Verwaltungsgebäude des County sowie zwei Farmen und ein Hotel.

## Orte
- Amherst
- Haxtun
- Holyoke
- Paoli